# Џон ван дер Гисен
Џон ван дер Гисен (енгл. John van der Giessen; 6. мај 1982) професионални је амерички рагбиста и репрезентативац. Почео је да тренира рагби тек са 19 година, био је капитен универзитетске екипе. Био је део америчке репрезентације на 2 светска првенства (2007, 2011). Атлетски је спреман и добро краде лопте приликом аута, па није прошао незапажено од стране скаута из Европе. Играо је у две најјаче лиге у Европи (Топ 14 и Премијершип).